# Aleksandra Kisielewska
Aleksandra Maria Kisielewska-Trzcińska (ur. 4 września 1955 roku w Żyrardowie) – polska aktorka, piosenkarka. Absolwentka Państwowej Wyższej Szkoły Teatralnej im. Ludwika Solskiego w Krakowie (1978). Dwukrotnie wystąpiła na Krajowym Festiwalu Piosenki Polskiej w Opolu

## Filmografia
- 1975: Dyrektorzy – Zosia (odc. 2)
- 1977: Wodzirej – tancerka Nina
- 1979: Amator – sekretarka Hania
- 1988: Mistrz i Małgorzata – śpiewająca urzędniczka (odc. 2)
- 1988: Dekalog I – matka Jacka
- 1994-1995: Spółka rodzinna – pani prokurator
- 1997: W krainie Władcy Smoków – Thalia (odc. 12-14)
- 1997-2012: Klan – Sylwia, była żona Krzysztofa Malickiego
- 2000-2001: Miasteczko
- 2000: Klasa na obcasach – Matka „Peceta”
- 2001: Poranek kojota – Matka Noemi
- 2012: Przepis na życie – Barbara, żona Witolda (odc. 31)

## Dubbing
- 1962-1988: Jetsonowie – Jane Jetson
- 1966: Kubuś Puchatek i miododajne drzewo – Kangurzyca
- 1968: Wiatrodzień Kubusia Puchatka – Kangurzyca
- 1973: Detektyw Pchełka na tropie – Lori
- 1974: Kubuś Puchatek i rozbrykany Tygrys – Kangurzyca
- 1977: Przygody Kubusia Puchatka – Kangurzyca
- 1999-2006: Witaj Franklin- Pani Piżmakowa (niektóre odcinki)